# Ian Thomas (cantante)
Ian Thomas Hoelen (Anversa, 30 aprile 1997) è un cantante belga.

## Biografia
Ian Thomas ha raggiunto la notorietà all'inizio del 2011, quando i suoi genitori hanno postato su YouTube la sua cover in lingua olandese di Baby di Justin Bieber, che è presto diventata un fenomeno virale in Belgio. Il cantante ha quindi firmato un contratto discografico con l'etichetta Universal Music Belgium, che ha pubblicato il singolo in formato sia fisico che digitale. Baby ha raggiunto il quindicesimo posto nella classifica belga e ha anticipato il suo album di debutto, More Than a Game, uscito a giugno 2011 e ristampato a novembre dello stesso anno con quattro tracce bonus. L'album ha raggiunto il sesto posto in classifica. Il secondo album, Diversity, è uscito nella primavera del 2013 e ha debuttato al sedicesimo posto nella classifica Ultratop.
Dopo essere stato contattato dalla Island Def Jam, Ian Thomas si è trasferito a Los Angeles dove ha registrato nuove canzoni per il suo terzo album. Ha quindi pubblicato Rain e Walking on Air, con le quali ha raggiunto la top ten della classifica belga, rispettivamente al decimo e al quarto posto. L'album GameTime è uscito nell'estate del 2014 e ha raggiunto il tredicesimo posto in classifica; ha prodotto quattro altri singoli che sono arrivati in top ten in Belgio.
Nel 2015 Ian Thomas ha iniziato a lavorare al quarto album, il cui singolo di lancio è Cheers, una collaborazione con il rapper Tyga. Altra collaborazione di spicco è Till the Morning con il rapper Flo Rida e la cantante bulgara LiLana. Il quarto album, intitolato Make Things Happen, è uscito a febbraio 2016 e ha debuttato al nono posto nella classifica Ultratop.

## Discografia

### Album in studio
- 2011 – More Than a Game
- 2013 – Diversity
- 2014 – GameTime
- 2016 – Make Things Happen

### Singoli
- 2011 – Baby
- 2011 – Autograph
- 2012 – You Are the One (con Mello)
- 2012 – Dans de wereld rond (con Nicole & Hugo)
- 2012 – Turn the Tide
- 2013 – Lalaland
- 2013 – Dancefloor in Five
- 2013 – Rain
- 2014 – Walking on Air (con Anise K, Snoop Dogg, Lance Bass e Bella Blue)
- 2014 – Another Round
- 2014 – Fall in Love (con Dennis)
- 2014 – Slow Down
- 2014 – Love X4 (con le Tiny-G)
- 2014 – Run Away (con Nyanda)
- 2015 – Cheers (con Tyga)
- 2015 – Till the Morning (con Flo Rida e LiLana)
- 2015 – Monsters
- 2016 – That Girl Bad
- 2018 – Outside
- 2018 – Everyday
- 2018 – On My Side
- 2018 – On Me
- 2018 – Focus